# Absolver
Absolver – komputerowa fabularna gra akcji wyprodukowana przez francuskie studio Sloclap i wydana przez Devolver Digital w 2017 roku. Gra została stworzona na silniku Unreal Engine 4 i była dostępna na platformach Microsoft Windows, PlayStation 4 oraz Xbox One.
Absolver nie oferuje konkretnej historii i zamiast tego całościowo koncentruje się na walce wręcz i opanowaniu sztuk walki. Absolver, ukierunkowany na tryb gry wieloosobowej, został wydany wyłącznie w formie dystrybucji cyfrowej. Gra spotkała się z pozytywnymi recenzjami, podkreślającymi udany system walki oraz sporą możliwość rozwoju umiejętności zadawania ciosów przez awatary.
Projektant Absolvera, Jordan Layani, kontynuował temat sztuk walki w grze Sifu (2022).